# Улисес Порие
Улисес Порие Пуелма (Киљота, 2. фебруар 1897. - Виња дел Мар, 9. март 1977) био је најистакнутији чилеански фудбалер 1920-их. Био је идол Валпараисоа и један од главних левих дефанзиваца те земље у историји према стручњацима.

## Биографија
Његови почеци били су на такмичењима у Валпараису, где је био део клубова Мирафлорес, Унион Порталес, Шкотске и Ундервуд-а. Сматрали су га брзим, окретним, енергичним играчем са беспрекорним позиционирањем.

## Национална селекција
Био је део националног тима Чилеа између 1919. и 1930. године. Његов деби за национални тим био је 11. маја 1919. године против Бразила на првенству Јужне Америке 1919. године, које је завршено поразом чилеанског тима од 6:0.
У првом тренутку се није сматрало да путује на Светско првенство, али је на крају био номинован због доброг утиска са претходних утакмица. Био је стартер у првој утакмици коју је чилеанска репрезентација играла на Светском првенству као одбрамбени двојац са састанком Саласом који се завршио победом над Мексиком 3:0. 